# Лінь Шань (стрибунка у воду)
Лінь Шань (3 серпня 2001) — китайська стрибунка у воду.
Чемпіонка світу з водних видів спорту 2019, 2022 років.